# Andrea dell'Aquila
Andrea dell'Aquila (L'Aquila, XV secolo – XV secolo) è stato uno scultore e pittore italiano.

## Biografia

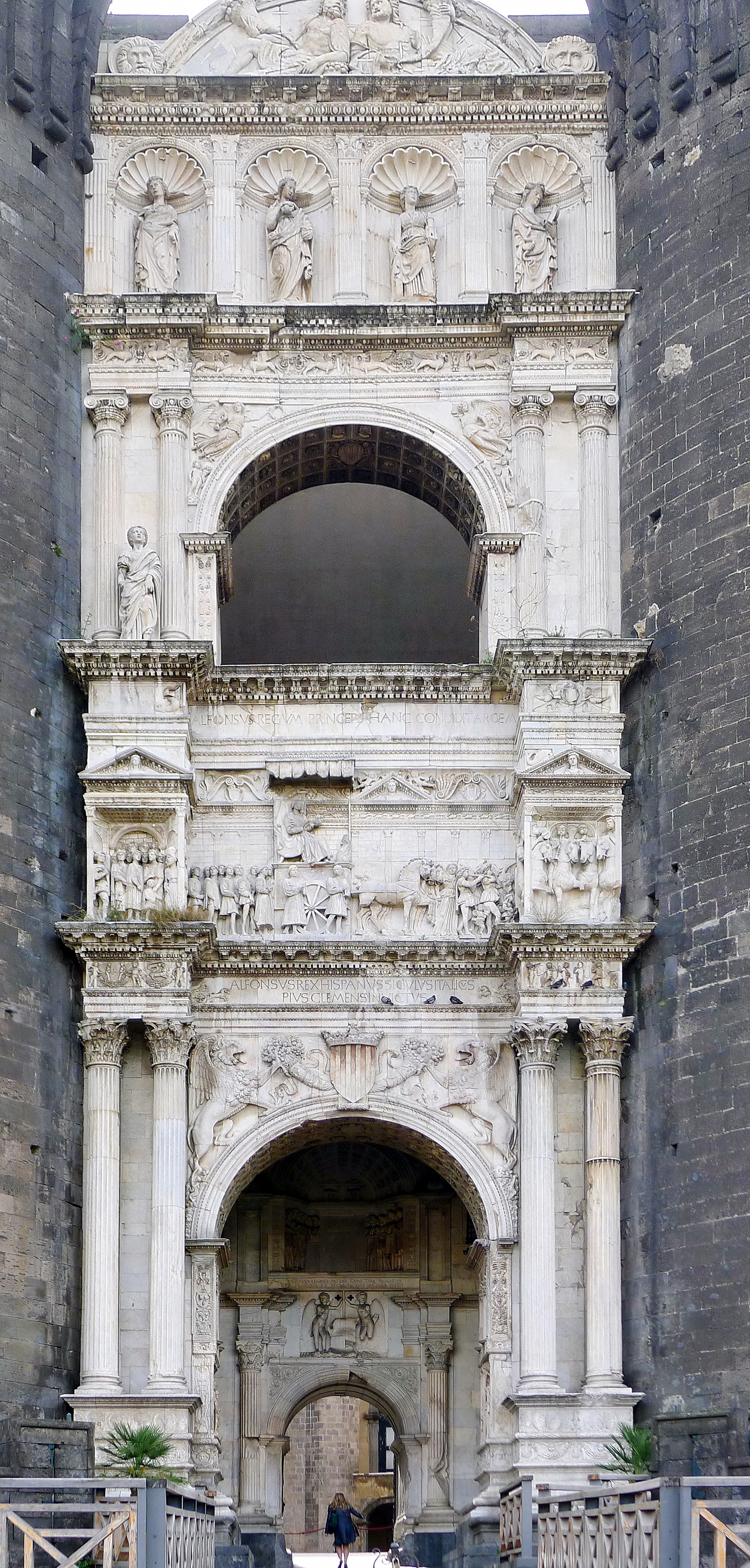
Arco trionfale del Castel Nuovo, Napoli

Proveniente dalla città dell'Aquila e figlio di un certo Jacopo, poche sono le informazioni biografiche su di lui pervenute. Fu forse allievo di Donatello dal 1435 al 1443.
Il primo incarico di cui abbiamo notizia risale al 1446, quando Andrea chiese al comune di Modigliana di Romagna il compenso dovutogli per pitture di marzocchi e di armi. Suoi sono vari abbellimenti dell'arco trionfale del Castel Nuovo a Napoli, voluto da Alfonso d'Aragona, e in particolare un fregio raffigurante angeli bambini, compiuti negli anni 1455-58.
Tra le attribuzioni principali risulta anche quella dell'altare della chiesa di Santa Maria del Soccorso all'Aquila, pregevole trasposizione di temi toscani.